# Conflit arméno-azerbaïdjanais de septembre 2022
Conflit frontalier au Haut-Karabagh
Le conflit arméno-azéri de septembre 2022 est un conflit militaire qui débute le 12 septembre 2022 entre la république d'Arménie et la république d'Azerbaïdjan. Ce conflit prend place dans le cadre plus général de la crise frontalière entre l'Arménie et l'Azerbaïdjan de 2021-2022.
De manière assez notable, cette crise débouche sur une prise de position diplomatique clairement en faveur de l'Arménie de la part des États-Unis, jusque-là relativement neutres.

## Déroulement
Dans la soirée du 12 septembre 2022, un certain nombre de sources annoncent que des frappes d'artillerie et des frappes de drone sont en cours entre l'Arménie et l'Azerbaïdjan,,,,,,.
Plus tard, les ministres de la Défense des deux pays confirment ces informations et déclarent que leurs troupes sont entrées en combat dans la soirée,.
Selon le ministre de la défense azéri, Zakir Hasanov, il s'agirait de répondre à une « provocation » de la part de la république d'Arménie, qui aurait fait usage de saboteurs pour miner des routes. Ce casus belli est rejeté quelques minutes plus tard par son homologue arménien, Souren Papikian, qui déclare quant à lui que l'Arménie répond à une « provocation majeure » des forces armées azéries.
Le 12 septembre, il est fait état de frappes en Arménie à Goris, Djermouk, Sotk ainsi que de manière plus générale dans les régions de Syunik, Vayots Dzor et de Gegharkunik,,.
Dans un conseil de sécurité de la République d'Arménie tenu dans la nuit du 13 septembre, Nikol Pachinian déclare qu'il souhaite faire appel à l'Organisation du traité de sécurité collective et au Conseil de sécurité de l'ONU pour une assistance. Il s'entretient alors avec Vladimir Poutine, avec Antony Blinken, secrétaire d'État des États-Unis, Ibrahim Raïssi, président de l'Iran, et avec Emmanuel Macron qu'il tient informés de la situation,.
Un cessez-le-feu est négocié par la Russie le 13 septembre à 9 h (GMT+3) entre les deux belligérants,, qui est rapidement brisé,. Le Kremlin rajoute que Vladimir Poutine fait tout son possible pour que le cessez-le-feu soit respecté.
La France annonce qu'elle soumet la question au Conseil de sécurité de l'ONU. Elle y est débattue le 14 septembre et les membres du Conseil de sécurité décident à l'unanimité de demander un nouveau cessez-le-feu.
Le 14 septembre, les combats reprennent avec intensité tout le long de la frontière avec de nouvelles frappes sur le territoire arménien,,. Le ministre des affaires étrangères arménien confesse qu'il y a une « probabilité importante » que le conflit dégénère en guerre ouverte.
Un deuxième cessez-le-feu est annoncé de nouveau le 14 à 20 h (GMT+3) grâce à une « médiation internationale ».
Le 15 septembre, Nancy Pelosi, présidente de la Chambre des représentants des États-Unis indique vouloir se rendre en Arménie deux jours plus tard, le 17, pour évaluer la situation sur place,. Lors de sa visite, elle déclare, le 18 que l'attaque azérie est « illégale et meurtrière » et que le Congrès américain « condamne ardemment » l'agression. Elle s'oppose aussi au « nettoyage ethnique, à l'autocratie et à la destruction de sites religieux » pratiqués par l'Azerbaïdjan. Dans son communiqué de presse publié à l'issue de sa visite, elle réaffirme la volonté américaine de garantir la démocratie arménienne ainsi que la sécurité et la paix dans le sud-Caucase.

### Bilan humain et matériel
Le matin du 13, l'Arménie annonce avoir perdu au moins 49 soldats dans les affrontements de la nuit,, chiffre rehaussé à 105 soldats le 14 septembre puis à 135 le jour suivant. Le bilan final, annoncé le 19 septembre, est de 202 soldats morts ou disparus, ainsi que 3 civils morts et 2 disparus.
Plus tard le même jour, l'Azerbaïdjan a annoncé avoir perdu 50 soldats dans les affrontements, chiffre rehaussé à 71 le 15 septembre puis à 80, et 281 blessés le 17 septembre,. Selon le président de l'Assemblée nationale arménienne Alen Simonian, environ 430 soldats azerbaïdjanais ont été tués,.
Ce sont les affrontements les plus meurtriers entre les deux pays depuis la guerre de 2020 au Haut-Karabagh.

### Crimes de guerre
Lors d'une réunion avec des diplomates étrangers, en visite sur les lieux des combats à Djermouk, le chef de l'état-major arménien Edward Asryan présente à l'assemblée une vidéo montrant des militaires azerbaïdjanais commettant des mutilations sur le corps d'une soldate arménienne. Il affirme aussi que d'autres crimes de guerre ont été commis ailleurs sur le front. Ces vidéos sont plus tard confirmées par des organisations internationales ; il est prouvé que la femme en question se nomme Anouch Apetyan. Dans cette vidéo, elle est torturée et mutilée, ses jambes sont coupées, au moins un doigt a été coupé et placé dans sa bouche, un œil est crevé et remplacé par une pierre, et ce alors que les soldats azerbaïdjanais qui l'entourent font la fête et se moquent d'elle, le gouvernement azerbaïdjanais a décidé d'ouvrir une enquête sur ces deux affaires,,,.
Une vidéo diffusée en octobre des canaux Telegram montre également l'exécution sommaire de sept prisonniers de guerre arméniens qui sont fusillés par des militaires azerbaïdjanais.
Le sénateur américain Bob Menendez, président du Comité des affaires étrangères du Sénat des États-Unis, appelle à cesser l'aide financière et militaire à l'Azerbaïdjan après la découverte de ces vidéos, considérant que la politique étrangère des États-Unis ne peut aider des États terroristes qui commettent des crimes de guerre,.
Pour l'Institut Lemkin pour la prévention des génocides, ces crimes de guerres s'inscrivent dans une « politique génocidaire » de la part de l'Azerbaïdjan à l'égard de la population arménienne.
Une vidéo diffusée sur Telegram montre des soldats azerbaïdjanais s'en prendre à de vieilles tombes arméniennes. Il existe aussi une autre vidéo où la situation est inversée. On y trouve notamment une vidéo ou des cadavres de soldats azerbaïdjanais sont laissé en guise de repas pour cochons dans une ferme. Circule aussi une vidéo où un prisonnier de guerre azerbaïdjanais ligoté est égorgé vif.

## Conséquences politiques et diplomatiques

### Situation en Arménie
Le 14 septembre au soir, Nikol Pachinian fait une déclaration au parlement arménien dans laquelle il propose des concessions arméniennes au Haut-Karabakh (Artsakh),.
Rapidement, une manifestation spontanée s'organise devant le parlement arménien réunissant des milliers de personnes demandant sa démission,.

### Situation en Azerbaïdjan
Le 14 septembre, l'Azerbaïdjan indique « suspendre temporairement » l'accès au réseau social TikTok dans tout le pays.

### Condamnations internationales
La Turquie déclare que l'Arménie devrait « cesser ses provocations » à l'égard de l'Azerbaïdjan tandis que les États-Unis d'Amérique, la France et Chypre condamnent les actions de l'Azerbaïdjan. La Russie, quant à elle, n'a condamné aucun des deux acteurs. L'Iran prévient l'Azerbaïdjan que le pays n'acceptera pas un changement des frontières avec l'Arménie à la suite de « l'agression »,.

### Sanctions envisagées envers l'Azerbaïdjan
Adam Schiff, président du comité du Renseignement de la Chambre des représentants des États-Unis, présente une résolution pour condamner l'Azerbaïdjan et le couper de l'aide américaine en matière de renseignements en réponse à ses actions « belliqueuses » répétées,.